# Halectinosoma brunneum
Halectinosoma brunneum is een eenoogkreeftjessoort uit de familie van de Ectinosomatidae. De wetenschappelijke naam van de soort is voor het eerst geldig gepubliceerd in 1905 door Brady.